# Tommy Conway
Tommy Daniel John Conway (sinh ngày 6 tháng 8 năm 2002) là một cầu thủ bóng đá chuyên nghiệp hiện tại đang thi đấu ở vị trí tiền đạo cho câu lạc bộ Middlesbrough tại EFL Championship. Sinh ra ở Anh, anh đại diện cho Scotland trên đấu trường quốc tế.

## Sự nghiệp thi đấu
Conway gia nhập học viện trẻ của câu lạc bộ Bristol City năm 7 tuổi. Anh bắt đầu sự nghiệp chuyên nghiệp của mình dưới dạng cho mượn tại Yate Town mùa giải 2019–20, trước khi gia nhập Bath City theo dạng cho mượn vào tháng 10 năm 2020. Anh ra mắt chuyên nghiệp cho Bristol City trong trận thua 3–1 trước Coventry City tại EFL Championship vào ngày 5 tháng 4 năm 2021. Anh ghi bàn thắng chuyên nghiệp đầu tiên trong trận thua 4-1 trước Millwall vào ngày 1 tháng 5 năm 2021.
Một khởi đầu ấn tượng ở mùa giải 2022-23 chứng kiến Conway được đôn lên đội một và giành giải Cầu thủ trẻ xuất sắc nhất tháng của EFL tháng 8 năm 2022.

## Sự nghiệp quốc tế
Sinh ra tại Taunton, Anh, Conway là người gốc Scotland thông qua ông bà. Anh lần đầu tiên được gọi lên đội tuyển U-21 Scotland vào tháng 9 năm 2022.

## Thống kê sự nghiệp
Tính đến trận đấu diễn ra vào ngày 22 tháng 12 năm 2023
| Câu lạc bộ          | Mùa giải            | Giải đấu                                        | Giải đấu | Giải đấu | Cúp FA | Cúp FA | Cúp EFL | Cúp EFL | Khác | Khác | Tổng cộng | Tổng cộng |
| Câu lạc bộ          | Mùa giải            | Hạng đấu                                        | Trận     | Bàn      | Trận   | Bàn    | Trận    | Bàn     | Trận | Bàn  | Trận      | Bàn       |
| ------------------- | ------------------- | ----------------------------------------------- | -------- | -------- | ------ | ------ | ------- | ------- | ---- | ---- | --------- | --------- |
| Bristol City        | 2019–20             | EFL Championship                                | 0        | 0        | 0      | 0      | 0       | 0       | —    | —    | 0         | 0         |
| Bristol City        | 2020–21             | EFL Championship                                | 5        | 1        | —      | —      | 0       | 0       | —    | —    | 5         | 1         |
| Bristol City        | 2021–22             | EFL Championship                                | 4        | 0        | 1      | 0      | 1       | 0       | —    | —    | 6         | 0         |
| Bristol City        | 2022–23             | EFL Championship                                | 34       | 9        | 1      | 0      | 3       | 3       | —    | —    | 38        | 12        |
| Bristol City        | 2023–24             | EFL Championship                                | 16       | 6        | 0      | 0      | 0       | 0       | —    | —    | 16        | 6         |
| Bristol City        | Tổng cộng           | Tổng cộng                                       | 59       | 16       | 2      | 0      | 4       | 3       | —    | —    | 65        | 19        |
| Yate Town (mượn)    | 2019–20             | Southern Football League Premier Division South | 12       | 2        | —      | —      | —       | —       | —    | —    | 12        | 2         |
| Bath City (mượn)    | 2020–21             | National League South                           | 11       | 4        | 2      | 2      | —       | —       | 3    | 3    | 16        | 9         |
| Tổng cộng sự nghiệp | Tổng cộng sự nghiệp | Tổng cộng sự nghiệp                             | 82       | 22       | 4      | 2      | 4       | 3       | 3    | 3    | 93        | 30        |

1. ↑  Ra sân tại FA Trophy

## Danh hiệu
Cá nhân
- Cầu thủ trẻ xuất sắc nhất tháng của EFL: Tháng 8 năm 2022[6]